# Мюнхенский институт иностранных языков и переводчиков
Мюнхенский институт иностранных языков и переводчиков (нем. Sprachen & Dolmetscher Institut München) был основан в 1952 г. Институт готовит устных и письменных переводчиков, а также переводчиков иностранной корреспонденции. Институт имеет отделение «Немецкий как иностранный» и проводит языковые курсы в рамках своей вечерней программы. В 2004—2005 учебном году в институте работало около 150 преподавателей и обучалось около 1050 студентов.

## Отделения
- отделение китайского языка
- отделение английского языка
- отделение французского языка
- отделение итальянского языка
- отделение испанского языка
- отделение русского языка
- отделение «Немецкий как иностранный»
- вечерняя программа языковых курсов

## Дополнительная квалификация
После окончания основного трёхлетнего курса обучения, выпускники академии иностранных языков имеют возможность получить дополнительную квалификацию по специальностям:
- локализация программного обеспечения;
- переводчик-специалист;
- переводчик-синхронист;
- создание субтитров.

## Обучение
Продолжительность обучения на переводчика иностранной корреспонденции составляет два года, на профессионального устного или письменного переводчика — три года.
Во время обучения упор делается не только на освоение теории перевода, но и на получение знаний, необходимых переводчику в практической работе. Кроме языка, студенты выбирают одну (или несколько) из четырёх возможных областей специализации:
- техника;
- экономика;
- естественные науки;
- право.

## Высшая школа прикладных языков
В 2007 году Мюнхенский институт иностранных языков и переводчиков получил статус высшего учебного заведения. В рамках института была создана Высшая школа прикладных языков, которая дает возможность обучения по нескольким новым специальностям. По окончании Высшей школы студенты получают степень бакалавра или магистра.